# یواس‌اس برونشتین (دی‌ئی-۱۸۹)
یواس‌اس برونشتین (دی‌ئی-۱۸۹) (به انگلیسی: USS Bronstein (DE-189)) یک کشتی بود که طول آن ۳۰۶ فوت (۹۳ متر) بود. این کشتی در سال ۱۹۴۳ ساخته شد.